# Virkad graffiti

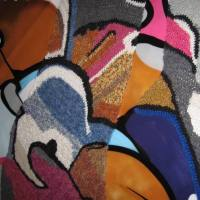
Ullig Ångest Ruskig Virkning [2007 Kerstin, Karin, Ångest, Ruskig

Virkad graffiti är en konstform där den målade graffitin möter det textila hantverket i gemensamma verk.  Virkad graffiti är samverkansprojekt mellan graffitikonstnärer och textila hantverkare och resultatet gemensamma verk i stort format (ofta minst 3 x 2 meter) med både målade och textila partier. På grund av det stora formatet är produktionstiden mycket lång (ofta minst ett år).
Verken kännetecknas av mötet mellan de olika mönstervärldarna och teknikerna. 
Verkens obestämbara hemvist gör att de visats i så olika sammanhang som exempelvis Liljevalchs vårsalong , backdrop på Malmöfestivalen , barnprogrammet Philofix  samt Stockholms stadsmuseum .
Ett flertal verk har fått permanent placering t.ex. "Hope" på Stenhagens Bildnings- och Kulturcentrum, Uppsala 

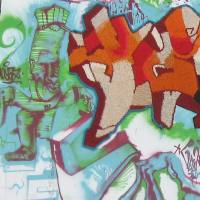
Hope [2007 Simonsson Simonsson Dusant Gtok Doer

Konstformen är även omnämnd i den vetenskaplig essän "The Scandinavian influence in textiles" (2012 Kelly Frigård)  samt i "Graffiti Cookbook" 
Virkad graffiti ska inte förväxlas med den speciella typ av gatukonst som ofta benämns stickgraffiti som agerar på föremål i det offentliga rummet.